# أحمد عصمان
أحمد عصمان (مواليد 3 يناير 1930) هو سياسي مغربي، مؤسس حزب التجمع الوطني للأحرار، تولى رئاسة الوزراء أطول مدة في تاريخ المغرب الحديث، من عام 1972 إلى عام 1979. كان صهر الملك الحسن الثاني.

## حياته المبكرة
ولد أحمد عصمان في 3 يناير 1930 في مدينة وجدة شمال شرق المغرب، وهو ينحدر في الأصل من أسرة جزائرية حيث قدم والده، وكان حينها جنديا في الجيش الفرنسي، إلى وجدة سنة 1907، وهي بداية تاريخ احتلال المغرب.
درس أحمد عصمان الابتدائية، واشترك في الدراسة مع الملك الحسن الثاني حيث كانا معا في المعهد المولوي بالرباط في المرحلة الثانوية، وصاهره بعد ذلك. وانتقل إلى فرنسا للدراسة الجامعية فنال شهادة الدكتوراه في القانون عام 1955. صاهر الملك بتزوجه الأميرة للا نزهة بنت محمد الخامس وشقيقة الحسن الثاني عام 1964.

## مسيرته السياسية
أسس أحمد عصمان حزب التجمع الوطني للأحرار في أكتوبر 1978 وهو حزب ليبرالي من يمين الوسط موال للقصر، وقد استقطب الطبقة البرجوازية حيث أن 15 عضوا من أعضاء مكتبه السياسي البالغ عددهم 25 رجال أعمال. جمع الحزب عند تأسيسه مجموعة من النواب أفرزتها انتخابات 76 و77 وكانت تشكل أغلبية البرلمان يومها وقد بلغت 141 نائبا.
يعتبر أحمد عصمان ذا توجه ملكي ليبرالي، وقد أسس حزبه عام 1978 تحت مقولة «المغرب الجديد» الذي يعبر -حسب عصمان- عن المسيرة الخضراء «رمز توحيد التراب المغربي» وعن عودة النظام التعددي إلى المغرب. فتوجه أحمد عصمان توجه وطني ديمقراطي يعتبر نفسه بعيدا عن أية أيدولوجية بل هو تنظيم مغربي في هويته ونشأته وأهدافه حسب خطاب الحزب السياسي.
رغم أن جل التيارات والهيئات السياسية، اليوم، تطالب بضرورة إجراء تعديل دستوري ينسجم وتطور المرحلة السياسية التي يجتازها المغرب، فإن أحمد عصمان أصبح خارج هذا الإجماع الوطني، فهو يعارض فكرة تعديل الدستور باتجاه تخويل الوزير الأول والبرلمان اختصاصات أوسع. حسب رأيه، الدستورفي مستوى عال" ولا يوافق على الرأي القائل بتعديل الدستور الحالي، لأنه يعتبره دستورا جيدا ومثاليا حتى بمقارنته مع دساتير دول وديمقراطيات عريقة. وللإشارة فقد كان عصمان من المساهمين في تهييئه، سواء دستور 1972، حينما كان ضمن لجنة سداسية هيأت نص الدستور، وضمت اللجنة زعماء أحزاب سياسية. كما شارك في تهيئة دستور 1992، الذي انبثق عنه الدستور الحالي (1996)، وقد تمت التهيئة لدستور 1992 من طرف لجنة ثلاثية كان عضوا بها (أيام كان رئيسا للبرلمان).

### صفقة الطائرات
تورط أحمد عصمان في قضية صفقة الطائرات الشهيرة، التي كلف بشأنها من طرف الملك الحسن الثاني، لتعزيز الترسانة العسكرية للمغرب في بداية السبعينات، حيت تم بيع طائرات مستعملة على أنها جديدة، وذلك بصباغتها، وقد وجهت إليه اتهامات عديدة باستغلال علاقته بالعائلة الملكية للأغراض الشخصية. وكان ادريس البصري، وزير الداخلية الأسبق، واحدا ممن كشفوا هذه الحقيقة، رغم أن جهات تورطه أيضا في العملية.

## مناصب
عين عضوا في الديوان الملكي مكلفا الشؤون الخارجية عام 1956 بعد عودة محمد الخامس من المنفى. في سنة 1957 التحق بوزارة الخارجية. وعين كوكيل وزارة الدفاع سنة 1959. عين كسفير للمغرب في ألمانيا الغربية سنة 1961.سفير بالولايات المتحدة الأميركية سنة 1967. وفي 1970 أصبح وزير الشؤون الإدارية في وزارة القصر.
من 2 نوفمبر 1972 إلى 22 مارس 1979 رئيس الوزراء، وهي أطول مدة قضاها رئيس وزراء مغربي.
.في أكتوبر 1978 ترأس المكتب التنفيذي لحزب التجمع الوطني للأحرار. في 1983 عين وزير دولة في حكومة محمد كريم العمراني بوصفه زعيم حزب الأغلبية البرلمانية.

### على المستوى البرلماني
- نائب برلماني في الولاية التشريعية الثالثة (1977-1983).[7]
- نائب برلماني في الولاية التشريعية الرابعة (1984-1992).[8]
- نائب برلماني في الولاية التشريعية السادسة (1993-1997).[9]
- نائب برلماني في الولاية التشريعية السادسة (1997-2002)[10]..

## روابط خارجية
- أحمد عصمان على موقع مونزينجر (الألمانية)